# Åke Lindman
Åke Lindman (11 de enero de 1928 – 3 de marzo de 2009) fue un futbolista y actor y director cinematográfico y televisivo finlandés.

## Biografía

### Inicios
Su nombre completo era Åke Leonard Järvinen, y nació en Helsinki, Finlandia, siendo su padre Väinö Järvinen, un camionero que falleció cuando Åke tenía cuatro años de edad. Su madre, Edit Järvinen, se casó más adelante con Gösta Lindman, cambiando así su apeliido al ser adoptado por su padrastro.

### Carrera deportiva
Lindman fue futbolista en su juventud, participando como defensa en la competición de fútbol de los Juegos Olímpicos de Helsinki 1952. En total, jugó con la Selección de fútbol de Finlandia 29 partidos. A nivel de clubes, fue jugador del HIFK Helsinki, con el cual ganó el campeonato de su país en 1947 y 1959, y el tercer puesto en 1958. En 1959 su club llegó a la final de la Copa de Finlandia, no pudiendo obtener la victoria.

### Actor

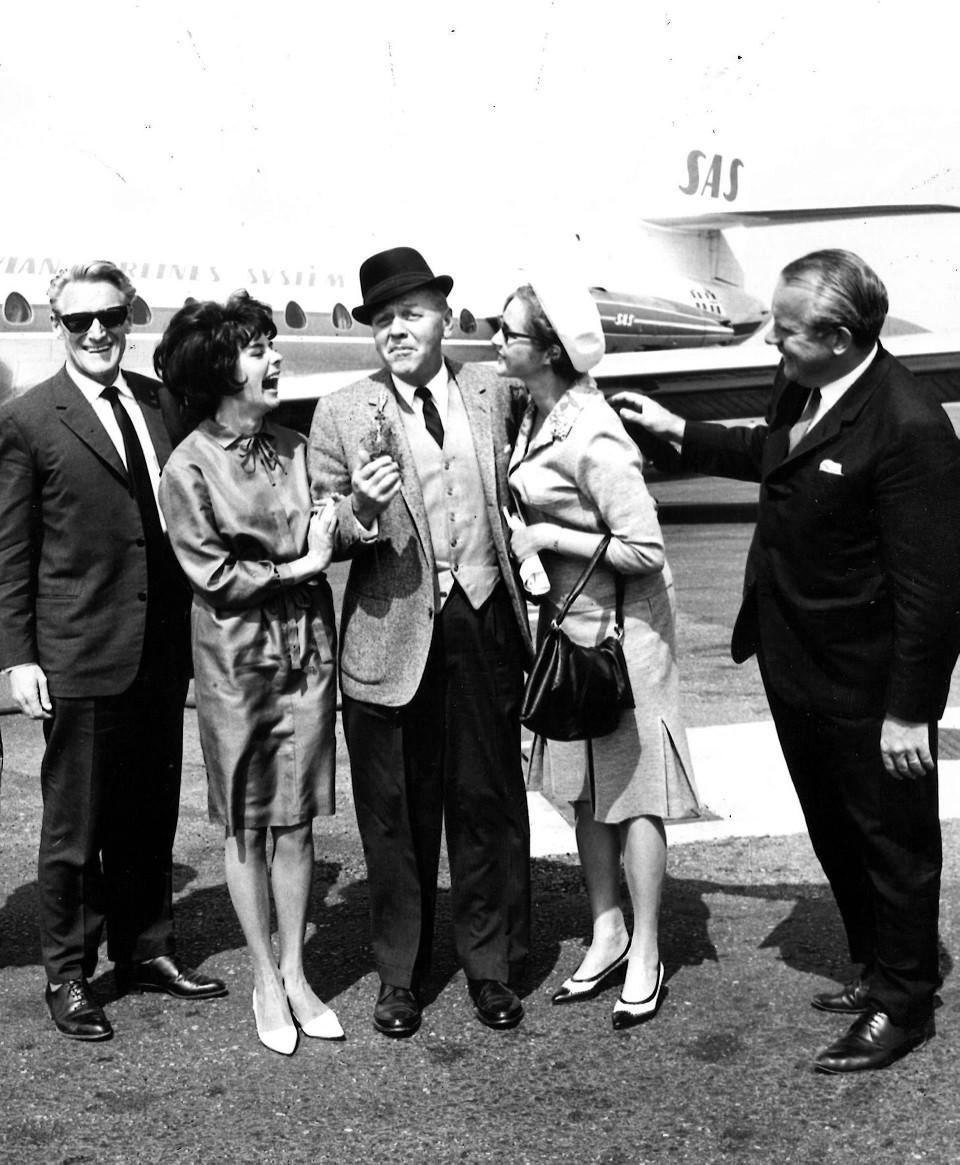
De izq. a der.: Åke Lindman, Pirkko Mannola, Palmer Thompson, la Sra. Laihanen y Veikko Laihanen en 1964

En las décadas de 1950 y 1960 Lindman participó en numerosas producciones cinematográficas, a menudo encarnando a villanos. Su papel más conocido fue el de Lehto en la película de Edvin Laine Tuntematon sotilas (1955). Había debutado en 1949 en la cinta de Teuvo Tulio Hornankoski, en la cual interpretaba a Artturi Yli-Koskela. En 1953 rodó Valkoinen peura, un film con reconocimiento internacional en el cual tenía el papel de un guardabosque. En 1955 actuó en Kukonlaulusta kukonlauluun, película en la cual actuaba su futura esposa, Anneli Sauli, con la que se casó al siguiente año.
Lindman trabajó también en películas suecas, siendo las de mayor fama la dirigida por Arne Sucksdorff Pojken i trädet (1961), y la de Kjell Sundvall Jägarna (1996). Además, trabajó también en la serie televisiva sueca Rederiet.
En los años de la Guerra Fría, Lidman colaboró con el rodaje de algunas producciones estadounidenses filmadas en Finlandia, desempeñando en algunas de ellas pequeños papeles. De ellos quizás el más relevante fue el del Teniente Alexandrov en la cinta de Don Siegel Phone (1977).

### Director
Desde principios de los años 1960, Lindman trabajó también en labores de dirección. Su primera película fue Kertokaa se hänelle... (1961). Sus trabajos más conocidos como director son la serie Myrskyluodon Maija y las producciones televisivas que tiene como protagonista al personaje Timo Harjunpää. Entre sus últimos trabajos figuran Lapin kullan kimallus (1999), Etulinjan edessä (2004) y Tali-Ihantala 1944 (2007).
Además, Lindman dirigió la ópera de Joonas Kokkonen Viimeiset kiusaukset, llevada a escena en Aholansaari en 2000–2003. 

### Premios y reconocimientos
Åke Lindman recibió en el año 2008 un Premio Jussi como reconocimiento a su trayectoria artística. Obtuvo también Premios Jussi por su actuación en Tuntemattomassa sotilaassa en 1956, así como por su trabajo de director en Myrskyluodon Maija en 1976 y en Lumottu tie en 1988.
Así mismo, fue premiado en 1982 con la Medalla Pro Finlandia en consideración a su carrera artística, y recibió el nombramiento de Profesor, concedido por el presidente de la República, en el año 2000. Además, en 2005 fue nombrado doctor honoris causa por la Universidad Åbo Akademi, y en 2007 caballero de primera clase de la Orden de la Estrella Polar.

### Vida privada
Lindman se casó tres veces. Sus esposas fueron Helena Kajan (1949–1953), Anneli Sauli (1956–1962) y Pirkko Mannola (desde 1968). Tuvo dos hijos, Tom y Heidi.
Åke Lindman falleció en Espoo, Finlandia, en 2009, a los 81 años de edad, tras una larga enfermedad. Fue enterrado en el Cementerio de Hietaniemi, en Helsinki.

## Filmografía como director
- 1961 : Kertokaa se hänelle...
- 1962 : ”Ei se mitään!” sanoi Eemeli
- 1962 : Kun tuomi kukkii
- 1963 : Jengi
- 1964 : Juokse kuin varas
- 1965 : Laukaus Kyproksessa
- 1967 : Nog minns vi dig (telefilm)
- 1967 : Meren kasvojen edessä (telefilm)
- 1968 : Flyktingen (telefilm)
- 1968 : Romeo, Julia ja pimeys (telefilm)
- 1969 : Kolme pitkää vuotta (telefilm)
- 1969 : Sairas vai syyllinen? (telefilm)
- 1970 : Siirtolaiset (telefilm)
- 1970 : Rotko (telefilm)
- 1971 : Jäätä (telefilm)
- 1973 : Alppikengistä jäljet vain jää (serie TV)
- 1976 : Myrskyluodon Maija (serie TV, 6 episodios)
- 1978 : Elämänmeno (serie TV, 3 episodios)
- 1980 : Maa jonka saimme (serie TV, 1 episodio)
- 1980 : Kylä (serie TV)
- 1982 : Profeten i Pajala (telefilm)
- 1983 : Harjunpää ja kylmä kuolema (serie TV, 4 episodios)
- 1985 : Harjunpää ja ahdistelija (serie TV, 4 episodios)
- 1986 : Lumottu tie (telefilm)
- 1988 : J. K. Paasikivi (serie TV)
- 1989 : Härän vuosi (telefilm)
- 1991 : Vihan päivät (serie TV, 6 episodios)
- 1992 : Viisi laukausta senaatissa (telefilm)
- 1993 : Harjunpää ja kiusantekijät
- 1994 : Kiinnisidottu (miniserie TV)
- 1995 : Harjunpää ja heimolaiset (serie TV)
- 1999 : Lapin kullan kimallus
- 2004 : Etulinjan edessä
- 2007 : Tali-Ihantala 1944